# Coon Rapids (Iowa)
Coon Rapids – miasto w Stanach Zjednoczonych, w stanie Iowa, w hrabstwach Carroll oraz Guthrie.